# Lovas István (fizikus)
Lovas István (ered. Leboniczki Tibor) (Gyöngyöshalász, 1931. október 1. – Budapest, 2014. március 30.) magyar fizikus, egyetemi tanár, a Magyar Tudományos Akadémia rendes tagja. Az elméleti és kísérleti magfizika neves kutatója. 1990 és 1993 között az MTA Központi Fizikai Kutatóintézet főigazgatója.

## Életpályája
1950-ben kezdte meg egyetemi tanulmányait az Eötvös Loránd Tudományegyetem Természettudományi Kar fizika szakán, ahol 1955-ben szerzett tanári diplomát.
Diplomájának megszerzése előtt már a debreceni Atommagkutató Intézet munkatársa lett, majd 1956-ban az MTA Központi Fizikai Kutatóintézetéhez (KFKI) került. Az intézettel történt együttműködések során vendégkutatóként, munkatársként dolgozott az Eötvös Loránd Tudományegyetemen (1963–1964), a koppenhágai Niels Bohr Intézetben (1964), a dubnai Egyesített Atomkutató Intézetben (1967–1968), illetve a jülichi Atommagkutató Központban (1973–1974). Szintén egy együttműködési megállapodás keretében került a felsőoktatásba, amikor 1986-ban a Kossuth Lajos Tudományegyetem (ma: Debreceni Egyetem) elméleti fizika tanszékére került, illetve megkapta tanszékvezetői és egyetemi tanári kinevezését. Emellett 1990 és 1993 között a KFKI főigazgatója volt. A tanszéket 1992-ig vezette és 2001-ben emeritálták.
1963-ban védte meg a fizikai tudományok kandidátusi, 1971-ben akadémiai doktori értekezését. A Debreceni Akadémiai Bizottságnak és az MTA Magfizikai Bizottságának tagja lett. 1979-ben megválasztották a Magyar Tudományos Akadémia levelező, 1987-ben rendes tagjává. 1985 és 1995 között a Tudományos Minősítő Bizottság fizikai és csillagászati szakbizottságának elnöke, majd 1998-ig a Doktori Tanács tagja volt. 1980-ban a párizsi Európai Tudományos és Művészeti, 1999-ben a kijevi Felsőoktatási Akadémia, 2001-ben a Nagyváradi Akadémia tagjává választották.
1993 és 1994 között az Állami Vagyonkezelő Rt. igazgatótanácsának, 1996 és 2001 között az Országos Köznevelési Tanács tagja volt. A konzervatív Professzorok Batthyány Köre tagja.

## Munkássága
Kutatási területei az elméleti és kísérleti atommagfizika, ezen belül a pozitronsugárzás, a kőzetek radioaktivitása, neutronreakciók, nehézionreakciók, ionimplantáció.
Foglalkozott ezenkívül a neutronbefogást követő gammasugárzással, a magreakciók rezonanciajelenségeivel, a magfizikai háromtest-problémával és a maganyag halmazállapot-változásaival. Többször vizsgálta a fémüvegekben történő mintázatképződést is.
Meghonosította a nagyenergiás atommag- és részecskefizikai kutatást.

## Díjai, elismerései
- Schmid Rezső-díj (1960)
- Akadémiai Díj (1978)
- Eötvös Loránd Fizikai Társulat Érme (1986)
- a Nagyváradi Egyetem díszdoktora (1999)
- Szent-Györgyi Albert-díj (2002)
- Wigner Jenő-díj (2010)

## Főbb publikációi

### Könyvek
- Az atommagok kollektív gerjesztései (1991)
- Astrofizica (2003)

### Tudományos közlemények
- Kvantáltak-e a gravitációs hullámok? (ELFT Vándorgyűlés, Gödöllő, 1998. augusztus 25–28.)
- A nagy kísérlet, Fizikai Szemle, 1988/183 (Trócsányi Zoltánnal)
- A részecske-családok száma, Fizikai Szemle, 1991/262
- Kvantált-e az elektromágneses tér, Fizikai Szemle, 2000/10
- Az Elméleti Fizika Tanszék jegyzetei közöttük Lovas István Részecskefizika, Asztrofizika és Fizikatörténet jegyzetei
- A Központi Fizikai Kutatóintézet átalakulása Fizika Szemle 1992/2. 75. o.
- Mester és tanítvány PPKE BTK 85. o.